# Partia Centrum (Izrael)
Partia Centrum (hebr.: Mifleget Hamerkaz; מפלגת המרכז) – izraelska partia polityczna, grupa rozłamowa złożona z członków Likudu i Partii Pracy, nosząca początkowo nazwę „Izrael w Centrum”, powstała w 1999 roku. Utworzona została przez byłego ministra obrony Jicchaka Mordechaja, Dawida Magena, Dana Meridora (z Likudu premiera Binjamina Netanjahu), członków Knesetu Chaggaja Meroma i Nissima Cewiliego (z Partii Pracy) oraz Eli’ezera Sandberga z wewnętrznej frakcji Likudu, Comet, a także gen. Refa’ela Etana. Głównym celem partii Mordechaia było utworzenie konkurencji dla Netanjahu na prawicy i Ehuda Baraka na lewicy.
Pomimo wejścia do rządu Baraka po wyborach w 1999 roku, partia traciła na popularności. Kiedy wyszedł na jaw skandal seksualny z udziałem Mordechaja z lat jego służby wojskowej, zrezygnował on z członkostwa w Knesecie, a jego ugrupowanie uległo stopniowej dezintegracji.